# Absorberend element
Een absorberend of opslorpend element in een magma {\displaystyle (V,*)} is een element {\displaystyle a\in V} met de eigenschap dat voor alle {\displaystyle x\in V} geldt: 
{\displaystyle a*x=a=x*a}

## Voorbeelden
- Ieder absorberend element in een gegeven magma {\displaystyle (V,*)} is een idempotent element.
- In de monoïde van de natuurlijke getallen met vermenigvuldigen {\displaystyle (\mathbb {N} ,\cdot )} is 0 een absorberend element, want voor alle natuurlijke {\displaystyle n} is:

{\displaystyle 0\cdot n=0=n\cdot 0}
- Er is geen ander rationaal getal dan 0 dat voor de vermenigvuldiging een absorberend element is.